# 唐会要
『唐会要』（とうかいよう）は、中国の北宋代に王溥（922年 - 982年）が撰して、太祖の建隆2年（961年）に完成した、現存する最古の会要である。

## 概要
本書は、蘇冕の『会要』と崔鉉等が撰した『続会要』の続編として作られ、専ら唐一代の政治・経済・文化等の各項目の制度沿革を記録しており、『通典』などの典籍と多くの類似点を有している。しかしながら、唐代の制度に関する記載は、更に詳細であり、『旧唐書』中に大量の史料が存在する。例えば、「音楽志」・「天文志」などは、みな本書から採られている。よって、本書の記載に誤りがあれば、『旧唐書』もまた同じ誤りを犯している。なお且つ本書は、また『新唐書』・『旧唐書』未収の史実を記載しており、『大唐起居注』・『大唐実録』が均しくすでに亡佚した今、部分的な内容であっても、多く本書に保存されているのである。
原本は流伝の過程で残缺し、現行本は清朝の乾隆年間に整理された本の重印である。全書100卷、514目であるが、少なからざる条目下には「雑録」が有り、門類に分けられていないため、査読に不便である。別に張忱石の『唐会要人名索引』があり、検索に便である。『唐会要』の他にも、宋朝では有史館・編修院・国史院・実録院・日暦所・起居院・玉帖所・聖政所・時政記房などの記録機構に加え、会要所という機構を設置し、ここで合計2千余卷の会要を編纂しましたが、李心伝の『国朝会要総類』以外はすべて散ってしまったという。元朝や明朝では会典の編纂に重点が置かれていたため会要の整理が疎かになったが、その後清朝の乾隆年間に考証学者である徐松が『永楽大典』の中から重要な部分を抜粋し『宋会要輯稿』を編纂した。

## 内容
- 巻一 - 帝号上
- 巻二 - 帝号下・追諡皇帝
- 巻三 - 皇后・内職・出宮人
- 巻四 - 儲君・追諡太子・皇太孫
- 巻五 - 諸王
- 巻六 - 公主・和蕃公主
- 巻七 - 封禅
- 巻八 - 郊議
- 巻九上 - 雑郊議上
- 巻九下 - 雑郊議下
- 巻十上 - 親拜郊・親迎気
- 巻十下 - 藉田・藉田東郊儀・九宮壇
- 巻十一 - 明堂制度
- 巻十二 - 饗明堂議・廟制度
- 巻十三 - 親饗廟・禘祫上
- 巻十四 - 禘祫下・献俘
- 巻十五 - 廟議上
- 巻十六 - 廟議下
- 巻十七 - 祭器議・廟災変・縁廟裁制上
- 巻十八 - 縁廟裁制下・配享功臣
- 巻十九 - 廟隸名額・孝敬皇帝廟・譲皇帝廟・儀坤廟・諸太子廟・公主廟・百官家廟
- 巻二十 - 陵議・親謁陵・公卿巡陵
- 巻二十一 - 縁陵禮物・諸僭号陵・皇后諸陵議・陪陵名位・諸陵雑録
- 巻二十二 - 社稷・祀風師雨師雷師及寿星等・岳瀆・前代帝王・龍池壇
- 巻二十三 - 武成王廟・寒食拜埽・縁祀裁製・牲牢・忌日・諱
- 巻二十四 - 受朝賀・諸侯入朝・二王三恪・廊下食
- 巻二十五 - 輟朝・百官奏事・親王及朝臣行立位・文武百官朝謁班序
- 巻二十六 - 冊讓・挙人自代・読時令・命婦朝皇后・皇太子冠・皇太子加元服・皇太子見三師礼・皇太子不許与諸王及公主抗礼・郷飲酒・大射・講武・牋表例・待制官・侍読
- 巻二十七 - 行幸
- 巻二十八 - 蒐狩・祥瑞上
- 巻二十九 - 祥瑞下・追賞・節日
- 巻三十 - 大内・宏義宮・通義宮・慶善宮・太和宮・洛陽宮・大明宮・玉華宮・九成宮・奉天宮・興慶宮・華清宮・諸宮・雑記
- 巻三十一 - 輿服上…裘冕・章服品第・内外官章服・冠・巾子・魚袋
- 巻三十二 - 輿服下…笏・異文袍・輅車・乗車雑記・羃䍦・戟・雅楽上
- 巻三十三 - 雅楽下・太常楽章・凱楽・讌楽・清楽・散楽・破陳楽・慶善楽・諸楽・四夷楽
- 巻三十四 - 論楽
- 巻三十五 - 学校・釈奠・経籍・書法
- 巻三十六 - 修撰・氏族・蕃夷請経史・附学読書
- 巻三十七 - 五礼篇目・礼儀使・服紀上
- 巻三十八 - 服紀下・奪情・葬・辰日・雑記
- 巻三十九 - 定格令・議刑軽重
- 巻四十 - 君上慎恤・臣下守法・定贓估・論赦宥
- 巻四十一 - 断屠釣・酷吏・雑記
- 巻四十二 - 歴・渾儀図・測景・地震・日蝕・月蝕
- 巻四十三 - 彗孛・星聚・流星・山摧石隕・水災上
- 巻四十四 - 水災下・火・木冰・螟蜮・雑災変・太史局
- 巻四十五 - 功臣
- 巻四十六 - 前代功臣・封建・封建雑録上
- 巻四十七 - 封建雑録下・封諸岳瀆・議釈教上
- 巻四十八 - 議釈教下・寺
- 巻四十九 - 像・僧道立位・僧尼所隸・燃燈・病坊・僧籍・大秦寺・摩尼寺
- 巻五十 - 尊崇道教・観・雑記
- 巻五十一 - 官号・名称・識量上
- 巻五十二 - 識量下・忠諫
- 巻五十三 - 挙賢・委任・崇奨
- 巻五十四 - 省号上
- 巻五十五 - 省号下・匭
- 巻五十六 - 起居郎起居舎人・左右補闕拾遺・符宝郎
- 巻五十七 - 翰林院・尚書省諸司上
- 巻五十八 - 尚書省諸司中
- 巻五十九 - 尚書省諸司下
- 巻六十 - 御史台上
- 巻六十一 - 御史台中
- 巻六十二 - 御史台下
- 巻六十三 - 史館上
- 巻六十四 - 史館下
- 巻六十五 - 秘書省・殿中省・閑厩使・内侍省・太常寺・光禄寺・衛尉寺・宗正寺
- 巻六十六 - 太僕寺・群牧使・大理寺・鴻臚寺・司農寺・木炭使・太府寺・少府監・将作監・国子監・東都国子監・広文館・軍器監・西京軍器庫・都水監・宮苑監・西京苑総監
- 巻六十七 - 東宮官・詹事府・左春坊・右春坊・王府官・致仕官・員外官・試及邪濫官・伎術官・留守・京兆尹
- 巻六十八 - 河南尹・諸府尹・都督府・刺史上
- 巻六十九 - 刺史下・都督刺史以下雑録・判司・県令・丞簿尉
- 巻七十 - 量戸口定州県等第例・州県改置上
- 巻七十一 - 州県改置下・十二衛・東宮諸衛
- 巻七十二 - 京城諸軍・府兵・軍雑録・馬・諸監馬印・諸蕃馬印
- 巻七十三 - 単于都護府・三受降城・安北都護府・霊州都督府・安東都護府・営州都督府・安南都護府・安西都護府・姚州都督府
- 巻七十四 - 選部上
- 巻七十五 - 選部下・貢挙上
- 巻七十六 - 貢挙中
- 巻七十七 - 貢挙下・諸使上
- 巻七十八 - 諸使中
- 巻七十九 - 諸使下・諡法上
- 巻八十 - 諡法下
- 巻八十一 - 勲・階・用廕・考上
- 巻八十二 - 考下・冬薦・甲庫・当直・休假・医術
- 巻八十三 - 嫁娶・租税上
- 巻八十四 - 租税下・雑税・租庸使・両税使・戸口数・移戸
- 巻八十五 - 団貌・定戸等第・戸口使・籍帳・逃戸
- 巻八十六 - 奴婢・道路・街巷・橋梁・関市・市・城郭
- 巻八十七 - 転運塩鉄総叙・漕運・転運使・河南水陸運使・陝州水陸運使
- 巻八十八 - 塩鉄・榷酤・塩池使・塩鉄使・倉及常平倉
- 巻八十九 - 疏鑿利人・磑碾・泉貨
- 巻九十 - 閉糴・和糴・食実封数・縁封雑記・内外官禄
- 巻九十一 - 内外官料銭上
- 巻九十二 - 内外官料銭下・内外官職田
- 巻九十三 - 諸司諸色本銭上・諸司諸色本銭下
- 巻九十四 - 北突厥・西突厥・沙陀突厥・吐谷渾
- 巻九十五 - 高昌・高句麗・百済・新羅
- 巻九十六 - 契丹・奚・室韋・靺鞨・渤海・鉄勒・薛延陀
- 巻九十七 - 吐蕃
- 巻九十八 - 迴紇・西爨・昆弥国・林邑国・真臘国・白狗羌・曹国・殊奈国・抜野古国・霫国・党項羌
- 巻九十九 - 東謝蛮・西趙蛮・牂牁蛮・南平蛮・南詔蛮・東女国・婆利国・倭国・大羊同国・烏羅渾国・女国・石国・吐火羅国・曇陵国・康国・盤盤国・朱倶波国・甘棠国・罽賓国・流鬼国・史国・拂菻国・烏萇国・耨陀洹国
- 巻一百 - 瑟匿国・悉立国・求抜国・倶蘭国・骨利干国・訶陵国・婆登国・波斯国・都播国・結骨国・天竺国・葛邏禄国・泥婆羅国・大食国・火辞弥国・駁馬国・金利毗迦国・多摩萇国・蝦夷国・哥羅舎分国・日本国・師子国・多蔑国・多福国・耽羅国・拘蔞蜜国・驃国・占卑国・帰降官位